# 拉特里尼泰 (萨瓦省)
拉特里尼泰（法語：La Trinité，法語發音：[la tʁinite] ⓘ）是法国萨瓦省的一个市镇，属于尚贝里区。

## 地理
拉特里尼泰（45°29'55"N, 6°8'52"E）面积4.88 平方千米，位于法国奥弗涅-罗讷-阿尔卑斯大区萨瓦省，该省份为法国东部省份，历史上为薩伏依的一部分，北起上萨瓦省，西接伊泽尔省和安省，南部和东部与上阿尔卑斯省和意大利接壤。
与拉特里尼泰接壤的市镇（或旧市镇、城区）包括：欧特维尔、圣皮埃尔德苏西。

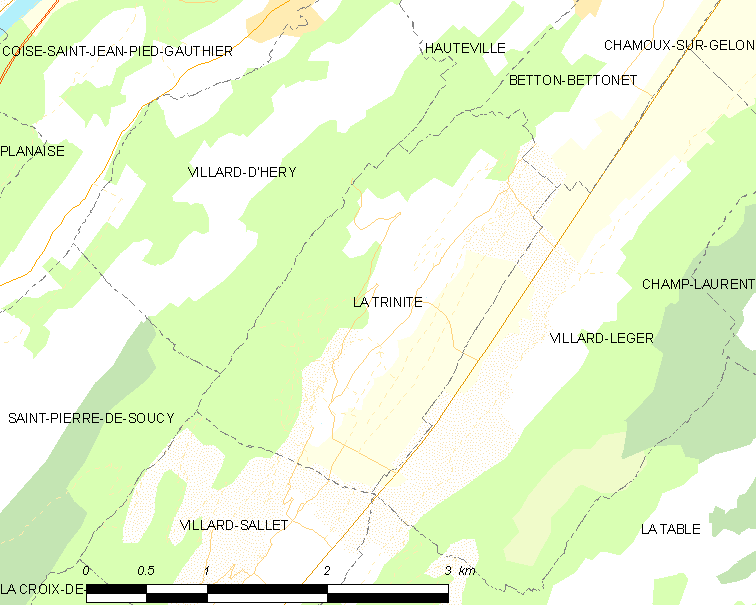
的OSM定位图

拉特里尼泰的时区为UTC+01:00、UTC+02:00（夏令时）。

## 行政
拉特里尼泰的邮政编码为73110，INSEE市镇编码为73302。

## 政治
拉特里尼泰所属的省级选区为蒙梅利扬县。

## 人口

1962-2008年间人口变化图示

拉特里尼泰于2022年1月1日时的人口数量为380人。